# Rudy Ray Moore
Rudolph Frank Moore (17. března 1927 Fort Smith – 19. října 2008 Akron), známý spíše jako Rudy Ray Moore, byl americký komik, zpěvák, herec a filmový producent. Nejvíce proslul postavou Dolemita, kterou poprvé hrál ve filmu Dolemite z roku 1975. Postavu ztvárnil ještě v několika dalších snímcích, například v The Human Tornado (1976) nebo The Return of Dolemite (2002). Postavu pasáka Dolemita vytvořil pro své rané komediální výstupy, během kterých své vtipy rýmoval. Nahrávky z vystoupení mu přinesly úspěch, díky kterému mohl financovat svůj filmový debut. Rýmované výstupy, ve kterých používal sprostá slova, mu později vynesly titul kmotra rapu.

## Biografie
Moore se narodil a vyrostl ve městě Fort Smith v Arkansasu. Později se přestěhoval do Milwaukee ve Wisconsinu, kde se živil jako kazatel a tanečník. Následně působil v Akronu v Ohiu, kde pod pseudonymem Prince DuMarr vystupoval v různých klubech jako zpěvák, tanečník a komik. Určitou dobu byla jeho zaměstnavatelem také americká armáda, ve které působil coby bavič na různých vystoupeních na základnách v Německu. Zde získal přezdívku Harlem Hillbilly, jelikož zpíval country písně v R&B provedení.
Po propuštění z armády působil v Seattlu a Los Angeles, kde se opět vrátil ke zpěvu v klubech. V Los Angeles si ho v roce 1955 všiml hudební producent Dootsie Williams. Mezi lety 1955 a 1962 Moore nahrával u malých nahrávacích společností Federal Records, Cash Records, Kent Records a Imperial Records. U nich vydal svá první komediální alba Below the Belt (1959),  The Beatnik Scene (1962) a A Comedian Is Born (1964).
Na přelomu 60. a 70. let pracoval v prodejně s hudebními deskami Dolphin's Of Hollywood. Zde se poprvé setkal s obscénními historkami o Dolemitovi. Moore začal tyto historky sbírat a začlenil je do svých stand-up vystoupení. V letech 1970 a 1971 nahrál celkem tři alba věnující se postavě Dolemita: Eat Out More Often, This Pussy Belongs To Me a The Dirty Dozens. Nahrávky spojovalo rýmování textů zaměřených na pasáky, prostitutky a sex, které doprovázeli jazzoví a R&B hudebníci. Album Eat Out More Often se překvapivě dostalo na 24. příčku v prodejnosti žebříčku Top R&B/Hip-Hop Albums a udrželo se v něm 10 týdnů. Po nečekaném úspěchu Moore po třech měsících přispěchal s albem This Pussy Belongs To Me, které se umístilo na 49. příčce žebříčku. Další alba už úspěch nezopakovala. Moore se ve své rané tvorbě inspiroval výstupy Redda Foxxe nebo Richarda Pryora. Kvůli explicitnímu obsahu byly jeho nahrávky nehratelné v rádiích a obtížně propagovatelné. Situaci zhoršovaly obaly desek, které zobrazovaly sexuální scény a proto byly v obchodech zakrývány přebaly. Oblak cenzury ovšem pracoval ve prospěch ústní propagace posluchačů, kterým se podařilo vytvořit kolem nahrávek zvláštní auru zakázaného zboží. Díky tomu se dočkaly značného úspěchu.
Utržené peníze z nahrávek se Moore rozhodl investovat do produkce nezávislého filmu Dolemite (1975), který natáčel se svými přáteli. Film se nečekaně stal jedním z nejúspěšnějších snímků žánru blaxploitation. Při rozpočtu 100 000 dolarů utržil 12 milionů dolarů (v přepočtu k roku 2019 tj. 57 mil. dolarů). Film představil ultimátního ghetto hrdinu, který používá sprostá slova, má úspěch u žen, umí kung-fu a nemilosrdně zabíjí své nepřátele.
Moore si roli zopakoval ve snímcích The Human Tornado (1976) a The Return of Dolemite (2002). Postavu ztvárnil také ve filmech Murder Was the Case: The Movie (1995), Big Money Hustlas (2000) a v epizodě seriálu Martin (1996). Mooore hrál v průběhu let v řadě blaxploitation filmů. Vedle toho se i nadále věnoval nahrávání komediálních alb.
Zemřel v roce 2008 v důsledku cukrovky. Nikdy se neoženil, ale měl dceru.

## Životopisný film
V roce 2019 vyšel jeho životopisný film Dolemite Is My Name, který natočil režisér Craig Brewer pro Netflix. Hlavní roli ztvárnil Eddie Murphy.

## Filmografie
- 1975 – Dolemite
- 1976 – Lidské tornádo
- 1976 – The Monkey Hu$tle
- 1977 – Petey Wheatstraw
- 1979 – Disko kmotr
- 1982 – Penitentiary II
- 1995 – Murder Was the Case: The Movie
- 1996 – Martin (1 epizoda)
- 1996 – Violent New Breed
- 1997 – Bláznivé holky na lovu
- 1997 – Fakin' da Funk
- 1999 – Shaolin Dolemite
- 1999 – Jackie's Back
- 2000 – Big Money Hustlas
- 2000 – Shoe Shine Boys
- 2002 – The Return of Dolemite
- 2003 – The Watermelon Heist
- 2005 – Sons of Butcher
- 2005 – Vampire Assassin
- 2007 – A Stupid Movie for Jerks
- 2009 – It Came from Trafalgar

## Diskografie
- Below the Belt (1959)
- Beatnik Scene (1962)
- A Comedian Is Born (1964)
- Let's Come Together (1970, recorded 1967)
- Eat Out More Often (1970)
- This Pussy Belongs to Me (1970)
- Dolemite for President (1972)
- Merry Christmas, Baby
- The Cockpit
- Return of Dolemite
- Sensuous Black Man
- Zodiac
- I Can't Believe I Ate the Whole Thing
- Jokes by Redd Foxx
- Live in Concert
- The Player—The Hustler
- House Party: Dirty Dozens Vol.1
- The Streaker
- Dolemite Is Another Crazy Nigger
- Sweet Peeter Jeeter
- Turning Point
- Close Encounter of the Sex Kind
- Good-Ole Big Ones
- Hip-Shakin' Papa
- Greatest Hits (1995)
- This Ain't No White Christmas
- Raw, Rude, and Real—More Greatest Hits
- 21st-Century Dolemite (2002)
- Hully Gully Fever
- Genius of Rudy Ray Moore
- Dolemite for President — Special Edition (2008)
- 50 Years of Cussing (2009)